# Sean Conley
Sean Patrick Conley (Doylestown, abril de 1980) é um médico estadunidense e oficial da Marinha dos Estados Unidos. Já ocupou o cargo de médico pessoal do presidente de seu país.
Conley serviu como médico do presidente durante a pandemia COVID-19, muitas vezes servindo como conselheiro médico do presidente e tratando do presidente. Ele "foi examinado" em relação às suas avaliações públicas sobre a saúde de Trump durante a hospitalização do presidente.

## Infância e educação
Conley, nasceu em 1980 em Doylestown, Pensilvânia, formou-se na Central Bucks High School East em 1998 e recebeu seu diploma de bacharel pela University of Notre Dame em 2002.
Conley recebeu seu título de Doutor em Medicina Osteopática do Philadelphia College of Osteopathic Medicine em 2006. Ele se formou em 2013 pelo Programa de Residência em Medicina de Emergência do Naval Medical Center Portsmouth em Portsmouth, Virginia . Ele recebeu o Honor Graduate Award, o Nurses 'Choice Award para Outstanding Senior Resident Award e o Resident Research Award.

## Carreira

### Serviço militar
Em 2014, ele serviu como médico de emergência na Força Internacional de Assistência à Segurança no Aeroporto Internacional de Kandahar, fora da cidade de Kandahar, no Afeganistão. Ele foi designado para o NATO Role 3 MMU e foi nomeado chefe do departamento de trauma. A unidade recebeu um elogio das Forças Terrestres Romenas por salvar a vida de um soldado romeno ferido por um dispositivo explosivo improvisado em 2014. Ele serviu como diretor de pesquisa no Departamento de Medicina de Emergência da Marinha de Portsmouth antes de sua designação para a Unidade Médica da Casa Branca .

### Médico da Casa Branca
Conley se tornou o médico do presidente após a nomeação do médico anterior, Ronny Jackson, para Secretário de Assuntos dos Veteranos. Ele se tornou o médico interino da Casa Branca em 28 de março de 2018 e em 4 de maio de 2018 se tornou o médico do presidente.
Em 18 de maio de 2020, o presidente Donald Trump surpreendeu os ouvintes ao revelar que estava tomando hidroxicloroquina como medida preventiva contra o COVID-19. Ele confirmou que o estava levando sob a orientação de Conley, que posteriormente emitiu uma confirmação. Várias advertências médicas foram emitidas sobre seu uso para o tratamento de COVID-19 e poucas pesquisas para seu uso em sua prevenção. 
Em janeiro de 2021, com a posse de Joe Biden, Sean Conley foi substituído por Kevin O'Connor.